# Rupšys
Rupšys ist ein litauischer männlicher Familienname.

## Weibliche Formen
- Rupšytė (ledig)
- Rupšienė (verheiratet)

## Namensträger
- Rimantas Rupšys  (* 1966), Schachspieler
- Valdemaras Rupšys (* 1967), Brigadegeneral